# Thomas Lydholm
Thomas Lydholm (* 8. August 1963) ist ein dänischer Filmregisseur und Filmproduzent.

## Leben
Lydholm wuchs in Thy auf und arbeitete von 1980 bis 1982 als Filmvorführer im Kino Royal in Thisted.
Thomas Lydholm arbeitet seit den 1980ern als Filmproduzent in der Filmindustrie. Sein Spielfilmdebüt als hauptverantwortlicher Produzent gab er 1997 mit Das Auge des Adlers. Er produzierte unter anderem mehrere Spielfilme der Kriminalfilmreihe Kommissar Beck – Die neuen Fälle.
Als Produzent von Sweethearts erhielt er bei der Oscarverleihung 1998 zusammen mit Regisseur Birger Larsen eine Nominierung für den Besten Kurzfilm.

## Filmografie (Auswahl)
- 1997: Das Auge des Adlers (Ørnens øje)
- 1997: Sweethearts (Ska’ vi være kærester?)
- 1997: Kommissar Beck: Der Lockvogel (Lockpojken)
- 1997: Kommissar Beck: Russisches Roulette (Mannen med ikonerna)
- 1998: Kommissar Beck: Auge um Auge (Öga för öga)
- 1998: Kommissar Beck: Kuriere des Todes (Pensionat Pärlan)
- 1998: Kommissar Beck: Das Monster (Monstret)
- 1998: Kommissar Beck: Die Todesfalle (Moneyman)
- 1998: Kommissar Beck: Heißer Schnee (Vita nätter)
- 2002: Tinke – Kleines starkes Mädchen (Ulvepigen Tinke) (Koproduzent)
- 2014: Der kleine Wichtel (Familien Jul)
- 2014–2015: Heartless (Fernsehserie)
- 2016: Der kleine Wichtel kehrt zurück (Familien Jul i nissernes land)